# Billar a las nueve y media
Billar a las nueve y media (en alemán, Billard um halb zehn) es una novela del año 1959 del autor alemán Heinrich Böll. Toda la narrativa se desarrolla en un día en el otoño de 1958, con flashbacks, y con los personajes contando de nuevo, a partir de su memoria. Se centra en la historia de la familia Fähmel, desde finales del siglo XIX, hasta ese día; en gran medida refleja la oposición del autor (quien ganó el Premio Nobel de Literatura en 1972) hacia el nazismo, así como su aversión a la guerra en general.

## Argumento
La secretaria del arquitecto Robert Fähmel, Leonore, describe a Robert y descubre que algo en su rutinaria vida no es ordinario. Robert es meticuloso en todo lo que hace. Llega un viejo conocido de Robert a la oficina, pero Leonore lo envía al hotel Prinz Heinrich donde Robert, diariamente, juega al billar desde 9:30 hasta 11:00. La familia Fähmel incluye tres generaciones de arquitectos: Heinrich Fähmel, su hijo Robert y el hijo de este, Joseph. El hombre que quiere hablar con Robert se llama Nettlinger, pero un veterano botones del hotel, Jochen, rechaza molestar a su cliente, que está en la sala de billar.
Arriba, Robert está contando su vida a Hugo, un joven botones, y descubrimos que Nettlinger fue en el pasado un policía nazi. Robert y su amigo Schrella, compañeros de colegio de Nettlinger, se habían opuesto a los nazis, rechazando tomar el «sacramento del búfalo», una referencia tanto al demonio como a los nazis. Schrella había desaparecido después de ser golpeado por Nettlinger y su profesor de gimnasia, Bernhard Wakiera, al que llamaban Ben Wackes, también un policía nazi. Nettlinger y Wackes no sólo habían pegado una paliza a Schrella y Robert, sino que habían corrompido a uno de los tres hermanos de Robert, Otto, quien murió en 1942 cerca de Kiev. Su madre, Johanna Kilb, es recluida en una institución mental porque intentó salvar a los judíos de los camiones de ganado que iban a los campos de concentración. Es ahora el 80.º cumpleaños de Heinrich. Heinrich y Robert se encuentran en un bar después de visitar a Johanna, se sientan y hablan por primera vez en años. Mientras tanto, Schrella ha regresado a Alemania y habla con Nettlinger, quien intenta reconciliarse por su vida pasada a pesar de que realmente no ha cambiado, y sigue siendo un oportunista. Schrella acude a visitar su vieja casa.
Conocemos a Joseph Fähmel y su novia Marianne. Joseph acaba de descubrir que su padre Robert es quien destruyó la bella abadía que su abuelo había construido y esto lo disgusta. Marianne le cuenta la historia de su propia familia: su padre fue un nazi que se suicidó al final de la guerra. Antes de matarse, ordenó a la madre de Marianne que matara a los niños. Ahorcó al hermanito de Marianne, pero la llegada de algunos extraños le impidieron hacer lo mismo con Marianne.
Johanna, en sus cabales, abandona el sanatorio con una pistola que pretende usar contra Wakiera por sus pecados pasados. Toda la familia se reúne en el hotel Prinz Heinrich para la fiesta de cumpleaños y Johanna dispara a un ministro que estaba mirando un desfile militar desde un balcón del hotel. Este acto pretendía ser una marca de la inadaptación de Johanna a una sociedad gobernada por «el búfalo», cuyos miembros ya habían olvidado los horrores de la guerra. Al acabar la novela, Robert adopta al botones Hugo. Meten un pastel de cumpleaños, con la forma de la abadía. Heinrich lo corta y le entrega el primer trozo a su hijo.

## Análisis

### Temas
El tema principal del libro es el conflicto entre aquellos que recibieron el «sacramento del búfalo», y sus oponentes, los que recibieron el «sacramento del cordero». Aunque esta separación puede verse como los nazis contra los pacifistas, tiene un significado más profundo: los seguidores del «cordero» son los librepensadores, de buen corazón, que no desean oprimir a otras personas mientras que los que veneran al «búfalo» incluyen a los agresores, la masa indiferente, los que subyugan, los cómplices del totalitarianismo. El principal culpable es Paul von Hindenburg, a quien se refieren como «la gran bestia».

### Forma y estructura
La mayor parte de la historia no tiene lugar en el presente, sino que más bien aprendemos la mayor parte de la trama a través del uso de flashbacks, con los personajes recordando algo de su pasado o relatando una historia de su vida a otra persona. Esta compleja estructura del argumento permite explorar más ampliamente a los personajes, pues las cosas no solo les ocurren, sino que se construye sobre ellos y se recuerdan de una determinada manera. Se da profundidad a la historia de cada personaje a través del recuerdo al tiempo que les domina intensamente la emoción cuando recuerdan acontecimientos de años pasados. Ellos, así como el lector, conocen el significado de estos acontecimientos en sus vidas en el momento y por lo tanto se pueden relacionar más agudamente con ellos.
El efecto de sus acciones se ve ya por el lector cuando casi todo lo que pasa en la novela ya ha ocurrido en el pasado de los personajes. La conexión entre los diferentes miembros de la familia es también muy fuerte, por los flashbacks y por contarlo varias veces. No solo oímos cosas de Heinrich, luego Robert y finalmente Joseph, por ejemplo; en lugar de ello, sus historias son solo una, entrelazada entre ellos hasta que su historia se convierte en la misma. Todas se vinculan a la abadía de San Antonio y a las guerras y los combates alrededor de ellos.

### Punto de vista
El punto de vista de la novela es muy importante y la perspectiva cambiante de primera persona da a la historia su profunda percepción. Hasta once personajes proporcionan una perspectiva en primera persona en la novela y cada capítulo cambia de punto de vista. El primero se relata por la secretaria de Robert, Leonore, el segundo por el viejo botones Jochen, el tercero por Robert, el cuarto por Heinrich, el quinto por su esposa Johanna, el sexto por Robert de nuevo, el séptimo tanto por Schrella como por Nettlinger, el octavo por Joseph Fähmel y su prometida Marianne, el noveno por Schrella, el décimo por Robert y su hija Ruth, el undécimo de nuevo es relatado desde la perspectiva de Johanna, el décimo segundo y el décimo tercero por casi cualquier otro personaje de la historia. Algunos de estos capítulos se cuentan en primera persona y otros en tercera persona omnisciente y específicamente siguen los pensamientos de un determinado personaje.
La decisión de Böll de tener tantos narradores diferentes afecta en gran medida al libro. Al comienzo, conocemos por vez primera a Robert a través de su secretaria y luego por el viejo Jochen; no es hasta el tercer capítulo cuando nos damos cara a cara con el protagonista. Conocemos a Heinrich Fähmel en el primer capítulo, pero solo a través de los ojos de Leonore, la secretaria. Nuestra conexión con los personajes está constantemente filtrada por el narrador en el momento. Aunque esto podría llevar a la posibilidad de ser subjetivo hasta el punto de no poder confiar en el relato, en lugar de ello los muchos puntos de vista realzan la historia. De alguna manera, el volver a contar las cosas, de manera subjetiva, puede ser un reflejo sobre el mundo en que vive la familia Fähmel: de su gobierno y los nazis intentando lavar el cerebro a su país y su gente.
En la historia, sin embargo, las perspectivas presentadas ofrecen muchas vistas diferentes de los personajes. La relación entre padre e hijo, esposo y esposa, amigo y compañero de clase y disidente y seguidor ciego no se discute de una manera simple, con muchas perspectivas diferentes, se le da un acceso pleno. A través de su padre vemos a Robert, a través de Robert vemos a Schrella y a través de Schrella, a Nettlinger. Todo el mundo queda descrito por más de un narrador; somos capaces de ver los diferentes lados e historias de cada personaje.

### Alusiones/referencias a historia, geografía o ciencia reales
La mayor parte del argumento tiene lugar en la ciudad de Colonia, un reflejo directo de la historia personal de Böll. No sólo es donde nació Böll, sino que vio cómo la tomaron los nazis y luego fue completamente bombardeada por los aliados a finales de la guerra. Colonia era una capital cultural de Alemania y el bombardeo no sólo destrozó toda la ciudad, sino que mató a 20 000 civiles.
Dentro de la ciudad, gran parte de la acción tiene lugar en el hotel Prinz Heinrich, donde Robert juega al billar los días laborables. El hotel, y más específicamente la sala de billar, es un lugar alrededor del cual Robert estructura su rutina. Después de la perturbadora estupidez de la guerra, Robert confía en su rutina, hábitos que necesita para que su vida sea de nuevo ordenada. Ni siquiera juega realmente al billar; «Ya hacía tiempo que no jugaba según las reglas del juego, que no hacía series, ni acumulaba puntos» (pág. 41, ed. Seix Barral, 1985). Para Robert, no era cuestión de ganar o perder, sino la física del juego, de la acción y reacción y las leyes científicas que permanecían constantes a pesar de todo. «la energía del golpe que Fähmel comunicaba a la boda por medio del taco y un poco de energía de frotación; todo obedecía a medida; ... impulsos que se dejaban transformar en figuras» (pág. 41) conforme las bolas golpean unas a otras. En la sala de billar, Robert es capaz de hacer todo precisamente como quiere, a su manera ordenada, en contras te con el mundo fuera del hotel donde Robert tuvo que tratar con la impredecible estupidez de la guerra. Incluso cuando estaba en la guerra, redujo sus demoliciones a tensión y elasticidad. «Jamás se ha interesado por el lado creador de la arquitectura, sólo por las fórmulas» (pág. 225-226), dice Joseph sobre su padre. Robert acude así al hotel siguiendo un plan prefijado para jugar un juego de certidumbre científica conforme intenta escapar de los recuerdos de la guerra y recuperar cierta certidumbre en su vida.
La abadía de San Antonio (Sankt Anton), aunque no sea un lugar donde se desarrolle mucho argumento, es un sitio trascendental para la familia Fähmel. Heinrich Fähmel la construyó como un incipiente joven arquitecto. De hecho, fue el primer encargo cuando entró en el concurso contra arquitectos más conocidos y ganó. Muchos años después, en los últimos días de la Segunda Guerra Mundial, su hijo Robert demolió la abadía. Estaba en el ejército alemán bajo el mando de un general «que sólo sabía pronunciar una palabra: campo de tiro libre» (pág. 77), la idea de destruir todo lo que se interpone en tu camino. En este caso, un monasterio (la abadía) «situado exactamente entre dos ejércitos, uno alemán y otro americano» (pág. 78). Aunque Robert dijo que el ejército alemán no necesitaba campo de tiro, a pesar de todo lo destruyó «volé toda la abadía de Sankt Anton, en el valle del Kissa, tres días antes de que terminara la guerra» (pág. 78), como un castigo a los monjes que apoyaban la guerra. En un momento posterior de la novela, el hijo de Robert, Joseph, aparece como un arquitecto que ayuda a reconstruir la abadía. Después de descubrir que fue su padre quien la demolió, abandona el proyecto de reconstrucción, no desea participar más en él. Incluso duda de seguir una carrera como arquitecto. Aunque inicialmente Heinrich está en gran medida afectado por la destrucción de la abadía (caminando por las ruinas de la abadía se preguntaba, lo mismo que los campesinos «¿para qué, para qué, para qué?», lo que la abuela siempre murmuró en el refugio antiaéreo, «¿porqué, porqué, porqué?»), finalmente se reconcilia con la idea, considerando que es una pérdida insignificante en oposición a las que verdaderamente importaban: las vidas humanas. Justo al final de la novela, en la fiesta de cumpleaños de Heinrich, hay un pastel con la forma de la abadía de Sankt Anton. Joseph, y el hijo adoptivo de Robert, Hugo, meten el pastel, y entonces Heinrich corta «la cúpula de la iglesia de la abadía, y tendió el plato a Robert» (pág. 326). Se han reconciliado y la historia de su familia se ha convertido en un emblema de la historia de Alemania en forma de la abadía de San Antonio.
Se considera que la ficticia abadía de San Antonio se refiere a la auténtica abadía de Santa María de Laach, contra cuyos monjes hubo serias acusaciones de colaboracionismo con el régimen nazi.

## Adaptaciones
En 1965, Billar a las nueve y media fue adaptada al cine como No reconciliados dirigida por Danièle Huillet y Jean-Marie Straub.